# Дельга, Кароль
Каро́ль Дельга́ (фр. Carole Delga; род. 19 августа 1971, Тулуза) — французский политик, член временного коллегиального руководства Социалистической партии (2017—2018).

## Биография
Получила степень бакалавра наук в лицее Багатель (Сен-Годенс), изучала экономику и право в университете Тулуза 1, получила степень магистра права в университете По и долины реки Адур (По).
В 1994—1996 годах работала в мэрии Лиможа, отвечая за сохранность памятников истории и археологии.
В 2004 году, будучи генеральным директором водного консорциума долины Барусс, области Комменж и реки Сав в регионе Южные Пиренеи, вступила в Социалистическую партию. В 2008 году избрана мэром города Мартр-Толозан, в 2010 — заместителем председателя регионального совета Южных Пиренеев.
В 2012 году избрана депутатом Национального собрания от 8-го округа департамента Верхняя Гаронна.
3 июня 2014 года назначена государственным секретарём торговли, ремесёл, потребления и социальной и солидарной экономики в первом правительстве Мануэля Вальса, сохранила свою должность при формировании второго правительства Вальса.

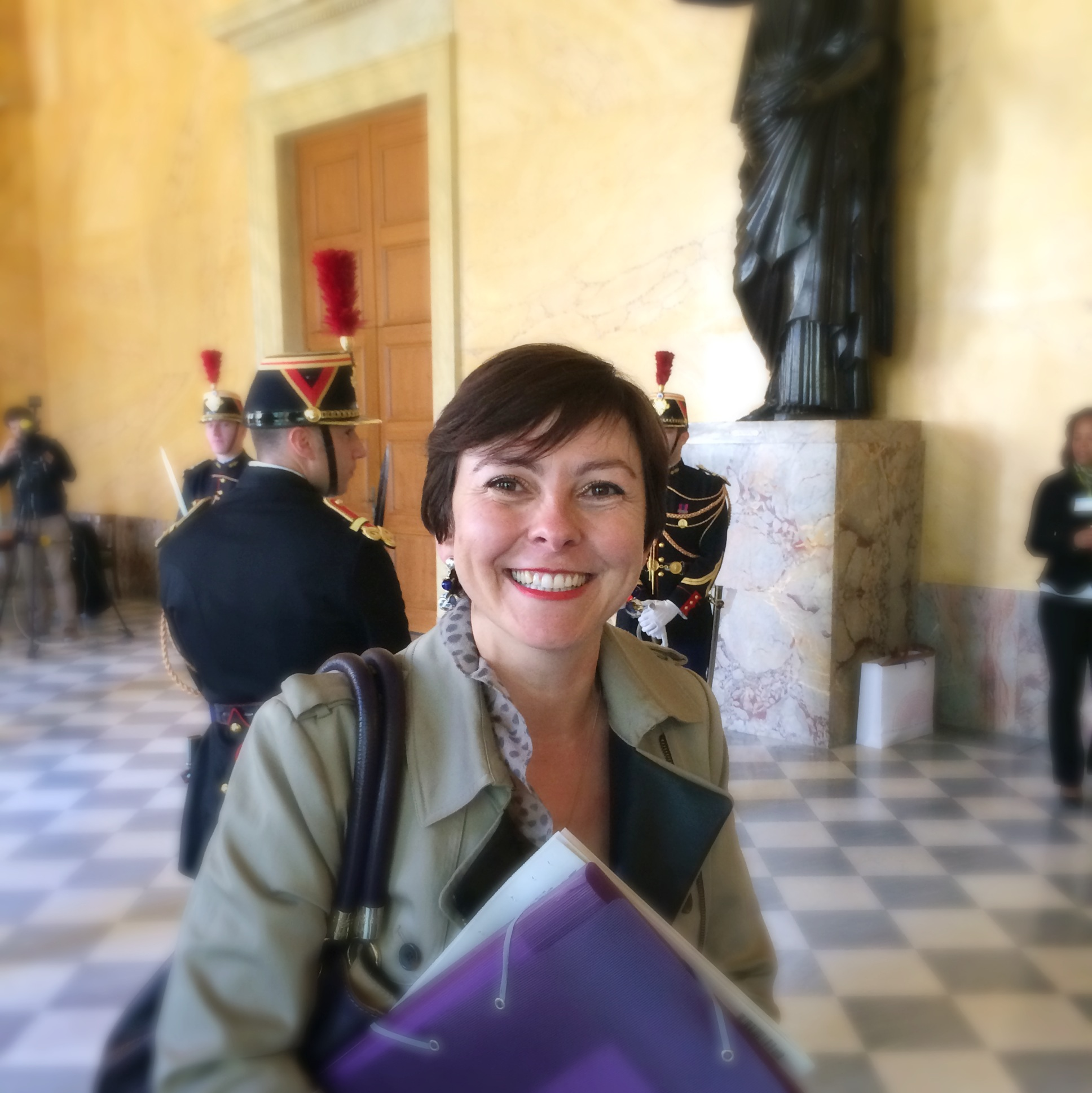
Дельга в 2014 году

17 июня 2015 года вышла из правительства, занявшись подготовкой к выборам в совет нового объединённого региона Лангедок-Руссильон — Южные Пиренеи.
4 января 2016 года избрана председателем новообразованного регионального совета Окситании.
8 июля 2017 года Национальный совет Соцпартии проголосовал за учреждение временного коллегиального руководства в составе 16 человек, включая Дельга.
9 июля 2021 года избрана лидером ассоциации Регионы Франции, сменив в этой должности Рено Мюзелье.
Неоднократно выступала против лидера Соцпартии Оливье Фора и левой коалиции NUPES. В июне 2023 года газета Le Monde написала, что она рассматривает возможность баллотироваться на президентских выборах 2027 года. 12 февраля 2025 года Кароль Дельга объявила об отказе баллотироваться на муниципальных выборах в Тулузе и создании собственного политического движения «La République en Commun».

## Сочинения
- Jean Jaurès : les convictions et le courage, Privat, 2022.